# Norka
Norka Cevallos Chang (Quevedo, 5 de noviembre de 1986) es una cantautora, productora y DJ ecuatoriana de música electrónica.

## Trayectoria
Su primer trabajo discográfico como solista fue grabado en el año 2004 bajo el sello Tekmo Records de Ecuador y llevó el nombre de Fue mejor. Empezó siendo miembro de diversos grupos corales y concursando en un reality de televisión para descubrir talentos, "Nace una estrella".[cita requerida]
En el 2004 es parte del grupo de pop juvenil "Kaboom", grupo conformado por los ganadores del reality de televisión, y graba el CD Mírame a cargo del productor argentino Daniel Sais.[cita requerida]
En 2005 el productor Iván Toledo emprende un proyecto con Norka para realizar su primer material como solista titulado "Fue Mejor". Tekmo acompaña a Norka como DJ y guitarra eléctrica en las presentaciones en vivo de la artista.[cita requerida]
En el 2008 fue publicado su segundo álbum Espectros en donde lanza el videoclip de su canción promocional "Lip Gloss". En el 2009 Norka realiza colaboraciones con dos Dj-productores mexicanos. Para Jorge Nava "Below the Rain" y "My Destiny", para Iván Mateluna "True Heart". A principios del 2010 Norka visita México para dar algunas entrevistas e iniciar una promoción en DF. Durante el 2010 hizo colaboraciones con un artista electrónico SoundLift, de Blue Soho Recordings.[cita requerida]
Norka lanzó su material titulado "Love Days" con 15 temas nuevos de electro pop y trance bajo su mismo sello Tekmo Records. En diciembre del 2010 Norka ganó la nominación "Mejor artista del Ecuador" de la principal cadena de radio europea Los 40 Principales, en donde pudo recibir la estatuilla 40 en El Palacio de los Deportes de Madrid.[cita requerida]
En el 2015 trabaja junto al compositor Jack Hernández y juntos escriben el tema "La Vida Es Una Fiesta".[cita requerida]